# Stigmatodon amadoi
Stigmatodon amadoi é uma espécie de planta do gênero Stigmatodon e da família Bromeliaceae. 
Stigmatodon amadoi possui distribuição limitada na região centro-oeste e
noroeste do estado do Espírito Santo (Pancas e Águia Branca), com populações limitadas a grandes paredes verticais de inselbergs de terras baixas. É uma espécie bem circunscrita, apresentando uma morfologia muito singular dentro do gênero o que a torna facilmente distinguível das demaisespécies, principalmente pela lâmina ligulada (vs. triangulares nas demais espécies), com bainha superando ou
igualando o comprimento da lâmina e ainda, pelas flores distintamente menores. 

## Taxonomia
A espécie foi descrita em 2016 por Michael H.J. Barfuss, Gregory K. Brown e Elton Martinez Carvalho Leme. 
O seguinte sinônimo já foi catalogado:  
- Vriesea amadoi  Leme

## Forma de vida
É uma espécie rupícola e herbácea. 

## Descrição
| Caule                                   | Caule            |
| --------------------------------------- | ---------------- |
| propagação vegetativa                   | por broto basal  |
| Folha                                   |                  |
| tipo de roseta                          | infundibuliforme |
| forma das lâmina                        | ligulada         |
| Inflorescência                          |                  |
| tipo de ramificação                     | simples          |
| orientação do pedúnculo                 | subereto         |
| forma das brácteas do pedúnculo         | oval/lanceolada  |
| sulco / nervura na bráctea do pedúnculo | ausente          |
| cor das brácteas florais                | verde            |
| ápice das brácteas florais              | obtuso           |
| número de flores                        | de 14 a 35       |
| Flor                                    |                  |
| forma das sépalas                       | obovada          |

## Conservação
A espécie faz parte da Lista Vermelha das espécies ameaçadas do estado do Espírito Santo, no sudeste do Brasil. A lista foi publicada em 13 de junho de 2005 por intermédio do decreto estadual nº 1.499-R. 

## Distribuição
A espécie é encontrada no estado brasileiro de Espírito Santo. 
A espécie é encontrada no domínio fitogeográfico de Mata Atlântica, em regiões com vegetação de vegetação sobre afloramentos rochosos.